# Scotopteryx euboliata
Scotopteryx euboliata là một loài bướm đêm trong họ Geometridae.